# Водно-информационный центр
Водно-информационный центр (Музей воды) — информационный центр в Киеве, созданный Киевской Городской государственной администрацией при поддержке Министерства досуга Дании 24 мая 2003 года в восстановленных сооружениях первого киевского централизованного водоснабжения, построенных в 1872—1876 годах по проекту архитектора Александра Шиле.
Башня, в которой находится вход в заведение, построена в 1876 году и реконструирована в 2003 году по исходным чертежам с восстановлением пожарной каланчи. Соседняя башня, разобранная в 1939—40 годах, была восстановлена также по старинным чертежам.

## Экспозиция
Основная экспозиция размещается в помещении бывшего подземного резервуара чистой воды, построенном в 1909 году. Автором экспозиции является дизайнер из Дании Карстон Моллер.
Осмотр экспозиции даёт возможность в нетрадиционной форме ознакомиться с водой, процессом водоподготовки, методами рационального водопользования в быту, попутешествовать по канализационному коллектору к очистным сооружениям Бортницкой станции аэрации.
Рассказывается также об истории создания централизованного водопровода в городе, открытого 1 марта 1872 года, и об истории водопровода города в целом, который работал на Подоле, по крайней мере, с 1636 года. Представлены аутентичные экспонаты XVIII—XIX столетий.
В музее можно понаблюдать за таянием ледников, зарождением дождей и извержением гейзеров. Можно изменить русло реки на макете, позабавиться с большими мыльными пузырями, проверить силу на водяном насосе, познакомиться с живыми рыбами — японскими карпами.

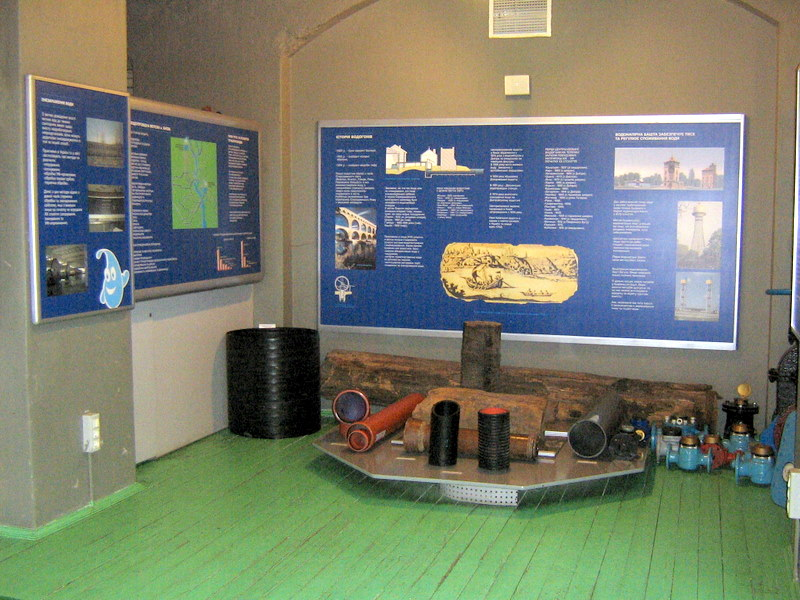
Экспозиция труб
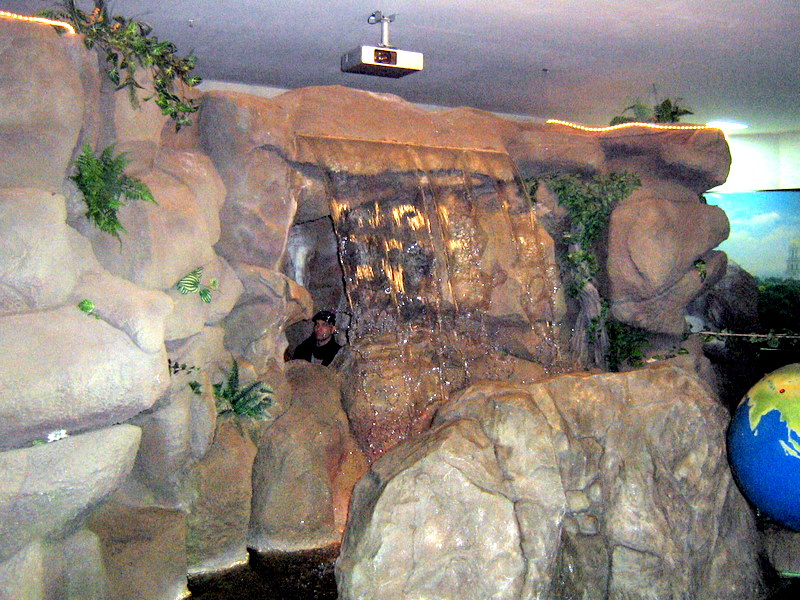
Водопад
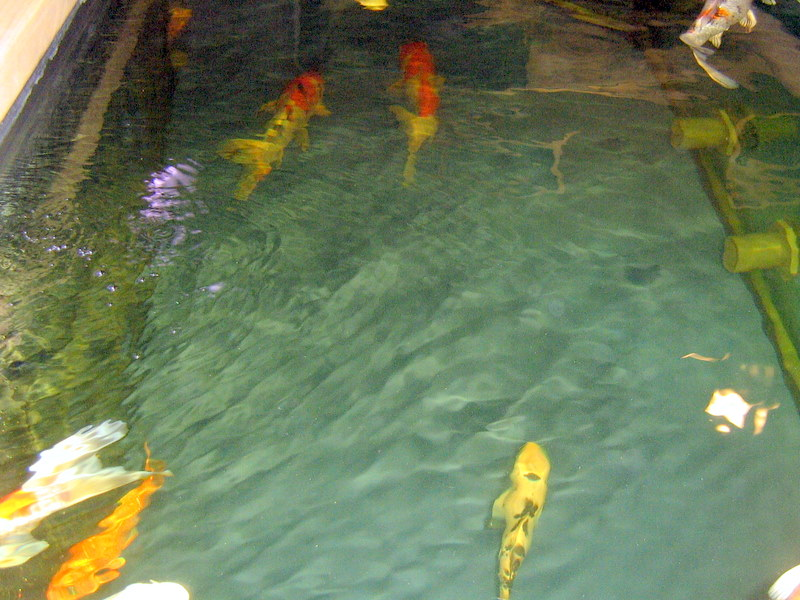
Бассейн с рыбами